# Caerorhachis
Caerorhachis (лат.) — род вымерших амфибий из монотипического семейства Caerorhachidae неясного систематического положения. Известен по единственному неполному скелету, приобретённому в 1883 году Гарвардским университетом в качестве части коллекции шотландских позвоночных каменноугольного периода, принадлежавшей Томасу Стоку. Материал коллекции не имел сопроводительной информации о месте обнаружения и стратиграфических характеристиках. По структуре сланца фоссилии сходны с таковыми из раскопок в Лонхеде (южный пригород Эдинбурга, Шотландия), которые датируются серпуховским ярусом нижнего карбона (возраст — около 331—323 млн лет).

## Образ жизни
Преимущественно наземные амфибии. По образу жизни могли напоминать современных наземных саламандр либо даже ящериц. Длина до 1 метра.